# Тылявка
Тылявка (укр. Тилявка) — село в Шумской городской общине Кременецкого района Тернопольской области Украины.
До 2020 года входило в Шумский район.
Население по переписи 2001 года составляло 654 человека. Занимает площадь 44,635 км². Почтовый индекс — 47124. Телефонный код — 3558.

## Галерея

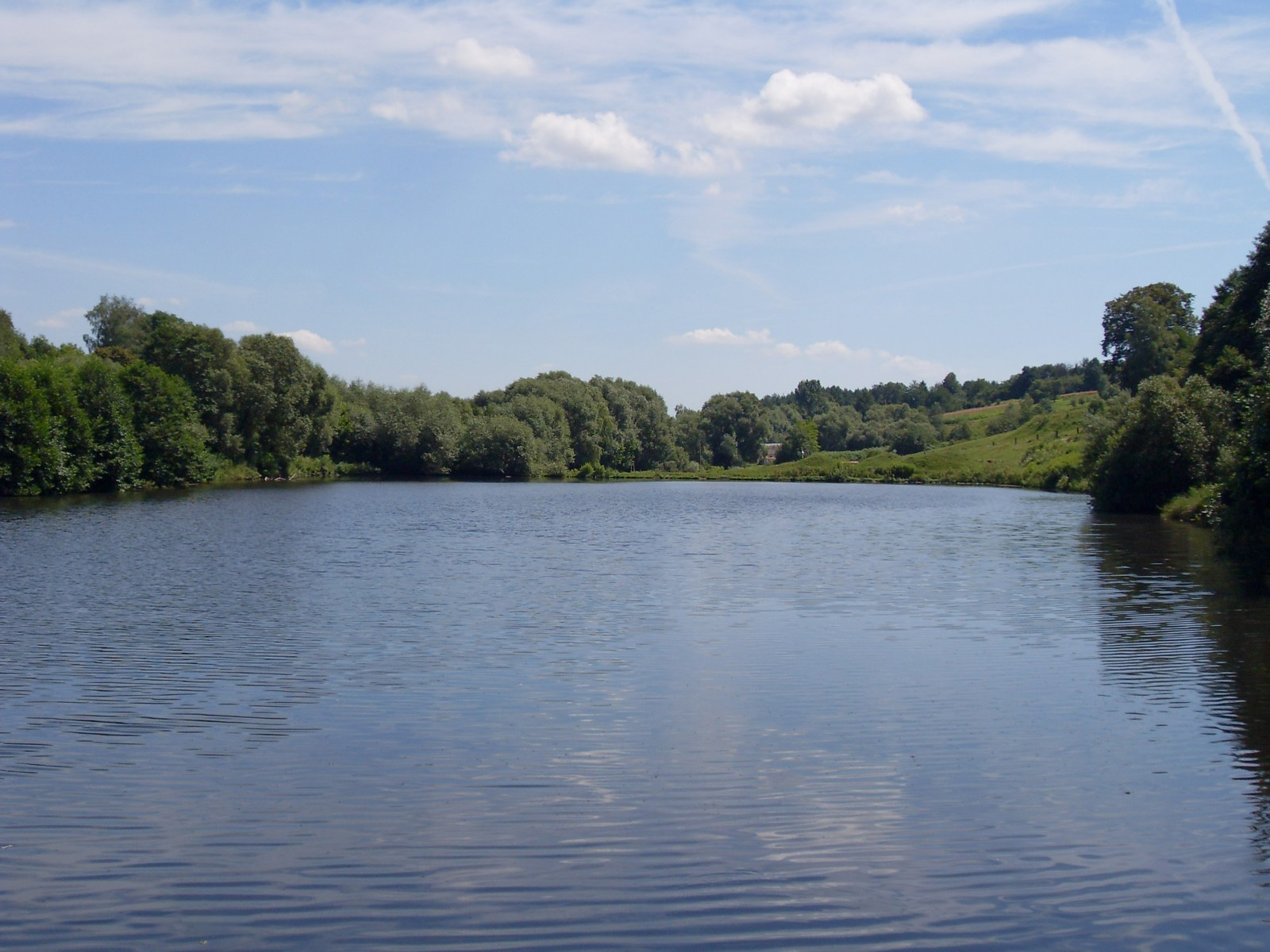
Пруд в селе Тылявка
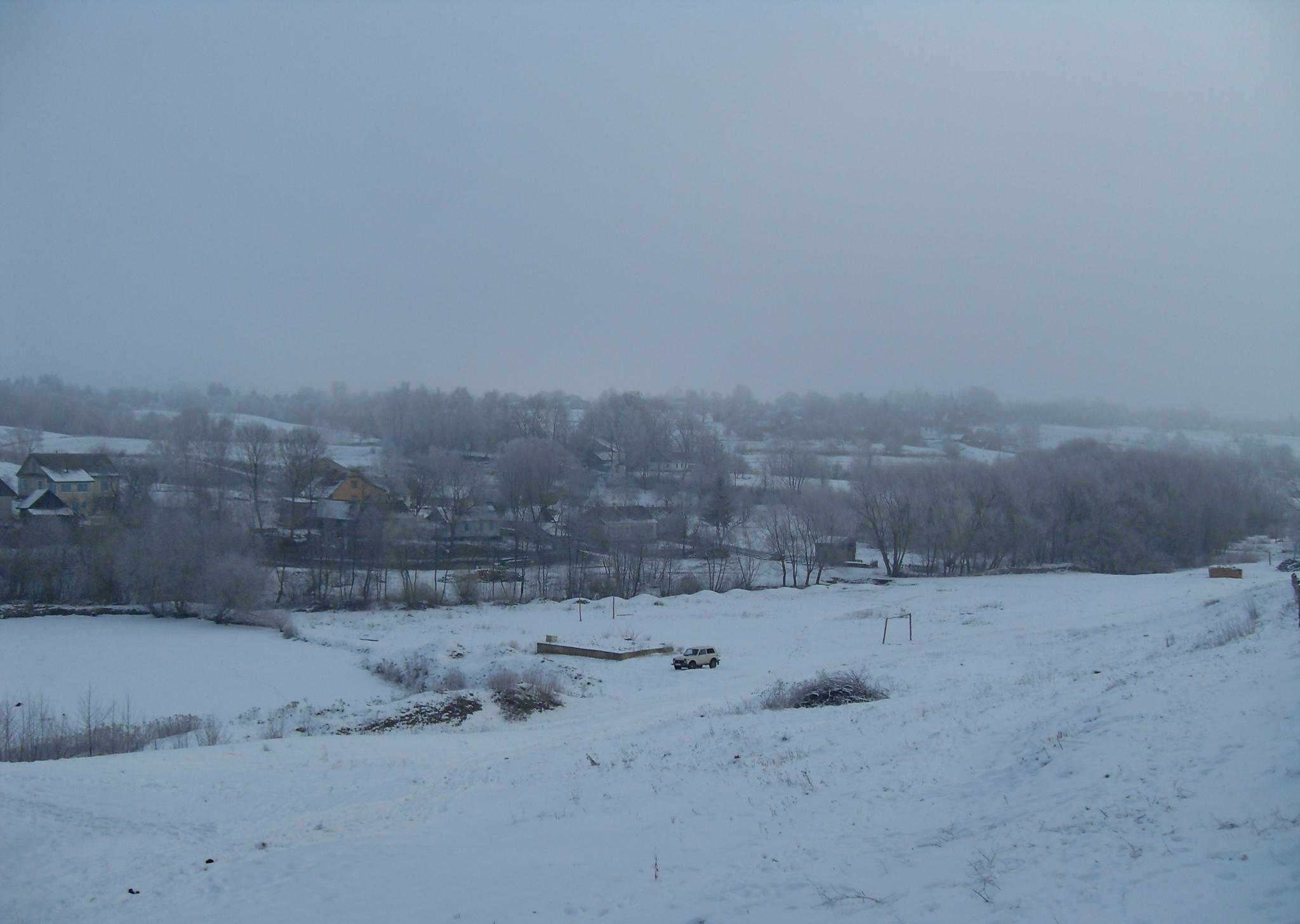
Вид на село Тылявка
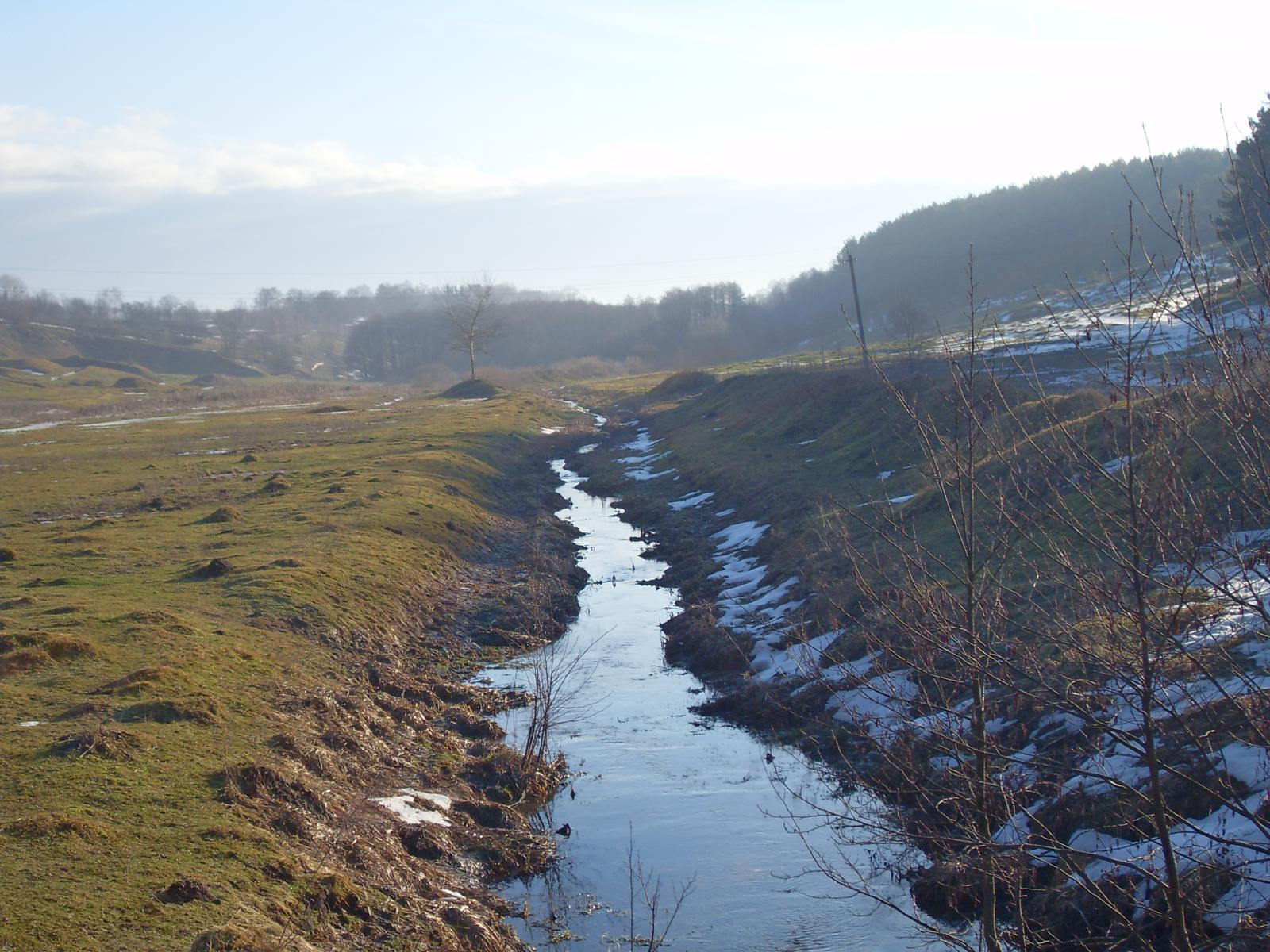
Река Шопинка
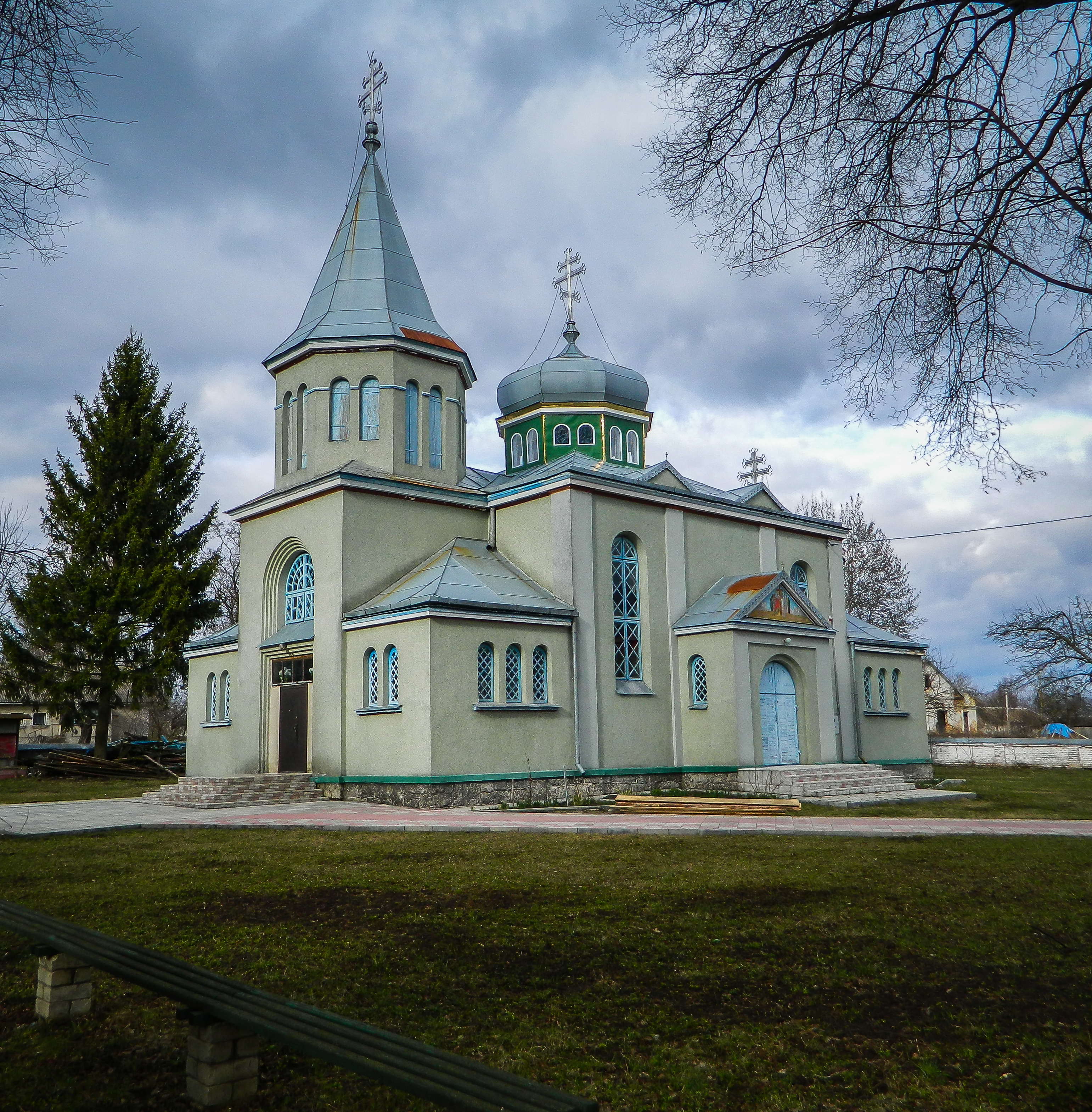
Кресто-Воздвиженская церковь